# ケネス・クラナム
ケネス・クラナム（Kenneth Cranham、1944年12月12日 - ）は、スコットランドの俳優。ケネス・クランハム、ケン・クラナム（Ken Cranham）と表記もある。
ダンファームリン出身。王立演劇学校に学んだ。

## 主な出演作品

### 映画
- オリバー! Oliver! (1968)
- 地獄のかけひき Otley (1969)
- ポンペイ殺人事件 Fragment of Fear (1970)
- ブラザー・サン シスター・ムーン Fratello sole, sorella luna (1972)
- Mr.バンピラ/眠れる棺の美女 Vampira (1974)
- ロビンとマリアン Robin and Marian (1976)
- ジョセフ・アンドリュースの華麗な冒険 Joseph Andrews (1977)
- あわれ彼女は娼婦 'Tis Pity She's a Whore (1980) テレビ映画
- ヴェニスの商人 The Merchant of Venice (1980) テレビ映画
- 名探偵ポアロ/死者のあやまち Dead Man's Folly (1986) テレビ映画
- ショコラ Chocolat (1988)
- ヘルレイザー2 Hellbound: Hellraiser II (1988)
- ゴルバチョフ暗殺指令 Just Another Secret (1989) テレビ映画
- プロスペローの本 Prospero's Books (1991)
- 疑惑に抱かれて Under Suspicion (1991)
- ヴァージニア Tale of a Vampire (1992)
- 嵐の眼 Midnight Man (1995) テレビ映画
- マンハッタン花物語 Bed of Roses (1996)
- 密約の地 On Dangerous Ground (1996) テレビ映画
- ボクサー The Boxer (1997)
- R.P.M. エキゾースト・ヒート RPM (1998)
- イビサボーイズ GO DJ! Kevin & Perry Go Large (2000)
- ギャングスター・ナンバー1 Gangster No. 1 (2000)
- 恋はサルサで! Born Romantic (2000)
- アガサ・クリスティー・コレクション 忘られぬ死 Sparkling Cyanide (2003) テレビ映画
- トラウマ Trauma (2004)
- レイヤー・ケーキ Layer Cake (2004)
- マンガル・パンデー Mangal Pandey: The Rising (2005)
- プロヴァンスの贈りもの A Good Year (2006)
- ホット・ファズ -俺たちスーパーポリスメン!- Hot Fuzz (2007)
- ワルキューレ Valkyrie (2008)
- ファクトリー・ウーマン Made in Dagenham (2010)
- 5デイズ 5 Days of War (2011)
- クローズド・サーキット Closed Circuit (2013)
- ザ・ヘラクレス The Legend of Hercules (2014)
- マレフィセント Maleficent (2014)
- リヴァプール、最後の恋 Film Stars Don't Die in Liverpool (2017)
- オフィシャル・シークレット Official Secrets (2019)
- 赤い闇 スターリンの冷たい大地で Mr. Jones (2019)

### テレビドラマ
- 華麗なる貴族 Brideshead Revisited (1981) ミニシリーズ
- スパイ・エース Reilly: Ace of Spies (1983) ミニシリーズ
- ワイルドフェル屋敷の人々 The Tenant of Wildfell Hall (1996) ミニシリーズ
- われらが友 Our Mutual Friend (1998) ミニシリーズ
- ROME［ローマ］ Rome (2005)
- ライン・オブ・ビューティ 愛と欲望の境界線 The Line of Beauty (2006) ミニシリーズ
- テス Tess of the d'Urbervilles (2008) ミニシリーズ
- ゾンビ・アット・ホーム In the Flesh (2013-2014)
- 戦争と平和 War & Peace (2016) ミニシリーズ
- ホワイト・プリンセス エリザベス・オブ・ヨーク物語 The White Princess (2017) ミニシリーズ